# Apalone atra
Apalone atra es una especie de tortuga de caparazón blando de la familia Trionychidae que sólo se encuentra en México.

## Hábitat y taxonomía
Es una tortuga nativa de México, puesto que está en el área del valle de Cuatro Ciénagas (de allí su nombre). Se discute si es una subespecie de Apalone spinifera.

## Estado de conservación
Apalone atra se encuentra en estado crítico de extinción, siendo la única especie de Apalone prohibida de comercializar. Una de las causas es la competición de Apalone spinifera por el hábitat común, lo cual podría desembocar rápidamente en su extinción. Se encuentra en la Lista Roja de Animales en Peligro de Extinción de la UICN y en el apéndice I de CITES.